# Le Voile de l'avenir
Pour plus de détails, voir Fiche technique et Distribution.
Le Voile de l'avenir (aussi appelé Les Trois Routes ; titre original : Eyes of Youth) est un film dramatique muet américain réalisé par Albert Parker et sorti en 1919.
Le film est une adaptation de la pièce de théâtre écrite par Max Marcin et Charles Guernon qu'avait jouée Marjorie Rambeau.
Rudolph Valentino, qui joue un escroc,, a été choisi pour être Julio Desnoyers dans Les Quatre Cavaliers de l'Apocalypse en raison de ce film,.

## Fiche technique
- Titre : Le Voile de l'avenir
- Titre original : Eyes of Youth

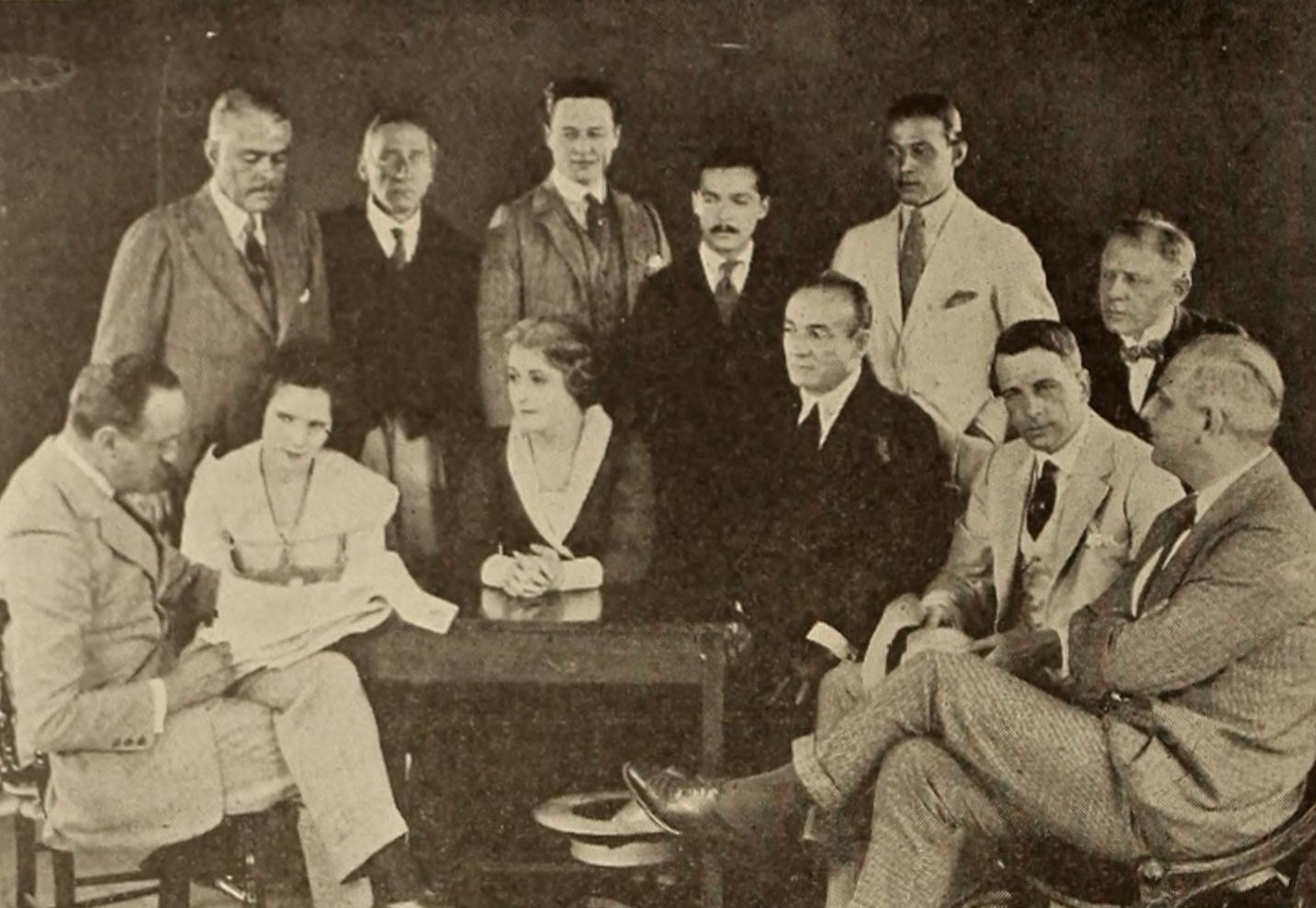
Les acteurs du Voile de l'avenir, avec Albert Parker à gauche

- Titre alternatif : Les Trois Routes
- Réalisation : Albert Parker
- Scénario : Albert Parker
- Société de production : Garson Productions
- Pays d'origine :  États-Unis
- Format : Noir et blanc - film muet
- Genre : Drame
- Durée : 78 minutes
- Dates de sortie :
  - États-Unis : 26 octobre 1919 (première au New York City, New York)
  - États-Unis : 30 novembre 1919
  - France : 14 janvier 1921

## Distribution
- Clara Kimball Young : Gina Ashling
- Gareth Hughes : Kenneth Ashling
- Pauline Starke : Rita Ashling
- Sam Southern : Mr. Ashling
- Edmund Lowe : Peter Judson
- Ralph Lewis : Robert Goring
- Milton Sills : Louis Anthony
- Vincent Serrano : The Yogi
- William Courtleigh : Paolo Salvo
- Ena Gregory : l'adolescente
- Norman Selby : Dick Brownell
- Rudolfo Valentino : Clarence Morgan
- Claire Windsor : Invitée au fête (non créditée)